# Коаце
Коа̀це (на италиански: Coazze; на пиемонтски: Coasse, Коасе, на окситански: Couvasse, Коувасе, на френски: Couasse, Куас) е малко градче и община в Метрополен град Торино, регион Пиемонт, Северна Италия. Разположено е на 750 m надморска височина. Към 1 януари 2020 г. населението на общината е 3196 души, от които 251 са чужди граждани.